# INVOKE (싱글)
〈INVOKE〉는 2002년 10월 30일에 발매된 T.M.Revolution의 17번째 싱글이다. 발매원은 안티노스 레코드이다.

## 개요
- 3번째 싱글 〈HEART OF SWORD ~새벽 전~〉 이래로 애니메이션 타이업이며, 니시카와 타카노리가 성우로 출연(미겔 아이만 역)한 《기동전사 건담 SEED》의 제1기 오프닝 테마이다. 《기동전사 건담 SEED》 시리즈의 주제가 중 가장 많은 24.7만장의 판매 기록을 세웠다.[1]
- 커플링 곡인 〈Pied Piper -파이드 파이퍼-〉는 독일의 민간 전승 《하멜른의 피리 부는 사나이》(영어: The Pied Piper of Hamelin)를 모티브로 한 악곡이다.
- 초회 출하분에는 트레이딩 카드 게임 《건담 워》에 사용할 수 있는 트레이딩 카드가 동봉되었다.

## 수록곡
1. INVOKE -인보크-
작사 : 이노우에 아키오   작곡·편곡 : 아사쿠라 다이스케
발매사 : 소니 뮤직 퍼블리싱
2. Pied Piper -파이드 파이퍼-
작사 : 이노우에 아키오   작곡·편곡 : 아사쿠라 다이스케
발매사 : 소니 뮤직 아티스트
3. INVOKE (phase shift armoured version)
작사 : 이노우에 아키오   작곡·편곡 : 아사쿠라 다이스케
발매사 : 소니 뮤직 퍼블리싱
4. INVOKE (instrumental)

## 참가 뮤지션
- 프로그래밍, 키보드, 시퀀스 기타 : 아사쿠라 다이스케
- 기타 : 카츠라기 테츠야
- 코러스 : 시라스 에이지

## 수록 앨범
- 기동전사 건담 SEED COMPLETE BEST
- coordinate (#1)
- 1000000000000 (#1)
- X42S-REVOLUTION (#1)
- UNDER:COVER 2 (#1, 셀프 커버)
- GEISHA BOY -ANIME SONG EXPERIENCE- (#1)

## 평가
2019년에 개최된 소니 뮤직 엔터테인먼트의 애니메이션 송 인기투표 캠페인 "헤이세이 애니송 대상"에서 작품상(2000년-2009년)에 선정되었다.

## 커버
- 모모이 하루코 - 2008년 12월 3일에 발매한 앨범 《more&more quality RED ~Anime song cover~》에 수록.
- NoGoD - 2012년 5월 2일에 발매한 앨범 《Counteraction -V-Rock covered Visual Anime songs Compilation-》에 수록.
- 타무라 나오미 - 2012년 7월 11일에 발매한 앨범 《리스펙트 포 애니송》에 수록.
- Machico - 2014년 6월 11일에 발매한 앨범 《COLORS》에 수록.